# Tövisszúró gébics
A tövisszúró gébics (Lanius collurio) a madarak osztályának verébalakúak (Passeriformes) rendjébe, a gébicsfélék (Laniidae) családjába tartozó faj. A Magyar Madártani és Természetvédelmi Egyesület 2006-ban „Az év madarává” választotta.

## Rendszerezése
A fajt Carl von Linné svéd természettudós írta le 1758-ban.

## Alfajai
- Lanius collurio collurio Linnaeus, 1758
- Lanius collurio kobylini (Buturlin, 1906)[2]

## Előfordulása
Eurázsia területén található. Természetes élőhelyei a domboldalak galagonyásai, gyümölcsösök, árokszéli bokrok. Vonuló faj.

## Kárpát-medencei előfordulása
Magyarországon áprilistól októberig tartózkodik, rendszeres fészkelő. A Dunántúlon a középhegységek zárt erdeinek kivételével és az Alföld megfelelő élőhelyein mindenütt megtalálható.

## Megjelenése
Testhossza 17 centiméter, szárnyfesztávolsága 24–27 centiméter, testtömege 25–35 gramm.
A nemek eltérőek. A hímet hamuszürke fejtető, a szemén áthúzódó széles fekete csík és gesztenyebarna háta jellemzi.
|  |  |

## Életmódja
Többet öl, mint amennyit elfogyaszt és ezért a fölös prédát tövisekre szurkálja, „karóba húzza”, hogy később amikor ismét megéhezik és a friss préda megszerzésére nem kedvező az idő, a felpeckelt fölösleghez fordulhasson. Így kerül a tövisre a tücsök, a kabóca, cserebogár, repülő méh, néha-néha apró termetű gerinces is.
|  |

## Szaporodása
Évente csak egyszer, májusban költ, de ha a fészekalj elpusztul, újból költ. Az építés általában 4-6 napot vesz igénybe. A fészekanyagot mindkét madár hordja, de főként a tojó építi be. A fészket többnyire alacsonyan (20–200 cm) építik galagonya-, vadrózsa-, kökény-, líciumbokrokban. Bokrosok híján kivételesen nádban is költ. A tojó naponta rak egy tojást, a fészekalj 5-7 tojásból áll. A kotlás az utolsó tojás lerakása után kezdődik, és 14-16 napig tart.
|  |

## Természetvédelmi helyzete
Az elterjedési területe rendkívül nagy, egyedszáma ugyan csökken, de még nem éri el a kritikus szintet. A Természetvédelmi Világszövetség Vörös listáján nem fenyegetett fajként szerepel. Magyarországon védett, természetvédelmi értéke 25 000 Ft.